# 京都明徳高等学校
京都明徳高等学校（きょうとめいとくこうとうがっこう）は、京都府京都市西京区大枝東長町にある学校法人明徳学園が設置する私立高等学校。

## 概要
明徳商業高等学校時代の「珠算の明徳」の伝統を今も引き継ぎ、安定した就職内定率を誇る。
普通科設置以来、大学進学も順調に推移しており、未来社会コースⅡからは約42％が国公立・関関同立へ合格している。
部活動では、バスケットボール部・ソフトボール部が全国大会に度々出場するなど大きな成果を残しているほか、近年はダンス部（ヒップホップ）・吹奏楽部（マーチング）の活躍がめざましい。ダンス部は、世界大会優勝を成し遂げたほか、全国大会でも上位に入賞の経験、また数多くのテレビ番組にも出演している。吹奏楽部も、全国大会への出場や東京ディズニーリゾートへの出演実績を有する。

## 沿革
- 1921年 - 京都市下京区に明徳女学校として設立される。
- 1924年 - 明徳高等女学校（本科・裁縫科）を認可。
- 1948年 - 明徳女子高等学校となる。
- 1950年 - 明徳夜間高等学校（商業科・宗教科）を設置。
- 1952年 - 明徳女子高等学校を「明徳女子商業高等学校」に改称。
- 1954年 - 明徳女子商業高等学校を「明徳商業高等学校　全日制／商業科」に、明徳夜間高等学校は「明徳商業高等学校　定時制／商業科・宗教科」に改称。
- 1973年 - 明徳商業高等学校の定時制を閉校。
- 1992年 - 京都市西京区の現在地に全面移転。
- 1997年 - 京都明徳高等学校に改称。普通科を設置。
- 2000年 - 男女共学化。
- 2014年 - 2学科3コースに再編。
- 2023年 - 2学科4コース5クラスに再編[1]。

## 設置学科・コース
- 普通科
  - みらい社会EL（特進コース） - 旧・みらい社会II[2]
  - みらい社会PL（進学クラス[3]・総合クラス[4]） - 旧・みらい社会I
- 専門学科
  - みらい社会SL（スポーツマネジメントコース[5]）
  - みらい社会CL（マネジメント系大学進学コース[6]） - 旧・未来社会Ⅲ

## 部活動
- バスケットボール部
- ソフトボール部
- 卓球部
- ダンス部
- 珠算競技部
- パソコン部
- 吹奏楽部 - 2009年、京都府の私立高等学校として初めてマーチングバンド全国大会へ出場[7]。
- 男子野球部
- 女子野球部

## 著名な出身者
明徳商業高等学校
- 今いくよ・くるよ - 漫才師
- 川瀬智子 - ミュージシャン（the brilliant green）
- 参河紀久子 - 元バスケットボール選手
- 田本博子 - 元ソフトボール選手（シドニーオリンピック銀メダリスト）
- 村井真由美 - プロゴルファー
- 矢野良子 - 元歌手

京都明徳高等学校
- 北野裕子 - 衆議院議員

## 交通アクセス
- 登下校時運行の直行バスで
  - 阪急京都本線・嵐山線 桂駅より8分
  - JR京都線（東海道本線） 桂川駅より9分
  - JR西日本・近鉄京都線・京都市営地下鉄烏丸線 京都駅より25分
- 北大路駅（京都市営地下鉄烏丸線）・円町駅（JR嵯峨野山陰線）方面からスクールバスを運行。
- 路線バス利用の場合
  - 阪急桂駅より京都市バス「京都明徳高校前」下車。
  - 京都駅・JR亀岡駅より京都市バス・京阪京都交通バス「国道中山」下車。
  - JR向日町駅・JR桂川駅より京都市バス・ヤサカバス・阪急バス「北福西町一丁目」下車。